# Trosečníci v řece meteorů
Trosečníci v řece meteorů je český název knihy, kterou napsal v roce 1962 polský spisovatel Jerzy Broszkiewicz. Originální název románu je Ci z Dziesiątego Tysiąca. Novela patří do žánru science fiction a je určena především pro mládež.

## Technická data o knize
Vydavatelem českého vydání bylo nakladatelství Albatros v Praze v roce 1977 ve své knižnici Knihy odvahy a dobrodružství (KOD) jako svazek 144. Z polského verze vydané ve Varšavě roku 1973 ji přeložil do češtiny Jaroslav Simonides. Vázaná kniha má 162 stran, barevnou obálku, je v typickém tvaru a úpravě celé knižnice, cena byla 19 Kč a náklad 20 000 výtisků. V Polsku se kniha dočkala v období 1973-1977 pěti vydání ve statisícových nákladech.

## Obsah knihy
Děj se odehrává kolem roku 3000. V době, kdy je celá Sluneční soustava osídlena lidmi, existuje umělá planetka o průměru 50 km, odkud k výzkumným výpravám do vesmíru létají ve dvou „kosmoletech“ vědci, posádka planety. Na prázdniny přilétají na planetku tři dospívající děti a v době jedné z krátkých výprav posádek zůstávají na plně automatizované planetce sami. Společnost jim dělá robot v podobě chlapce jejich věku.
Posádky obou výprav uvíznou v obrovském meteorickém roji a záchranu jim poskytnou děti s pomocí počítačového centra planetky a zmíněného robota tím, že se do roje se zajímavými fyzikálními vlastnostmi prostřílí zvenčí.